# Горин, Василий Алексеевич
Василий Алексеевич Горин (1920—1990) — советский лётчик морской разведывательной авиации в Великой Отечественной войне, Герой Советского Союза (15.05.1946). Полковник.

## Биография
Родился 23 декабря 1920 года в селе Красное Поле в крестьянской семье. Получил среднее образование, окончил железнодорожный техникум в городе Орджоникидзе в 1936 году, Саратовский аэроклуб в 1939 году. 
В январе 1940 года призван на службу в Рабоче-крестьянский Красный Флот, служил писарем в штабе 43-й отдельной авиационной эскадрилье Балтийского флота. Участвовал в советско-финской войне. Участник Великой Отечественной войны с июня 1941 года. 
В августе 1941 года направлен учиться в Военно-морское авиационное училище имени И. В. Сталина в Ейск, окончил его в ноябре 1942 года (в то время действовало уже в эвакуации в Куйбышевской области). В январе 1943 года направлен пилотом в 21-й истребительный авиаполк, в июне 1943 года переведён лётчиком в 13-й отдельный корректировочный авиационный отряд Береговой обороны Балтийского флота. Совершал боевые вылеты на прикрытие разведчиков, корректировщиков и бомбардировщиков, успешно летал и на воздушную разведку. В этих частях выполнил 45 боевых вылетов, воздушных побед не имел. Однако тяжело заболел (фронтит и гайморит), после лечения и операций в госпитале переведён из истребителей в разведывательную операцию.
С декабря 1943 года служил в 15-м отдельном морском разведывательном авиаполку ВВС Балтийского флота, занимался разведкой военно-морских баз и кораблей противника. Неоднократно вылетал в глубокий тыл противника на полный радиус действия самолёта. Сначала был лётчиком, в апреле 1945 года назначен штурманом эскадрильи. Летал на переоборудованных для разведки истребителях Як-7 и Як-9.
К концу войны штурман 43-й авиационной эскадрильи 15-го отдельного разведывательного авиаполка ВВС Балтийского флота лейтенант Василий Горин совершил 310 боевых вылетов, принял участие в 15 воздушных боях, в которых сбил 2 самолёта противника лично и ещё 2 — в группе.
Указом Президиума Верховного Совета СССР от 15 мая 1946 года «за отвагу и геройство, проявленные в боях с немецкими захватчиками в Великой Отечественной войне» лейтенанту Василию Алексеевичу Горину присвоено звание Героя Советского Союза с вручением ордена Ленина и медали «Золотая Звезда» за номером 5044.
После окончания войны В. А. Горин продолжил службу в ВМФ СССР в том же полку, в апреле 1946 года назначен адъютантом эскадрильи. С августа 1946 года служил помощником начальника оперативного отдела по истребительной авиации управления ПВО Юго-Балтийского флота. С апреля 1947 года — штурман и адъютант авиаотряда 1-й смешанной эскадрильи ВВС 4-го ВМФ, с апреля 1948 — командир корабля 81-й отдельной транспортной авиаэскадрильи 4-го ВМФ, с ноября 1949 — командир корабля 54-й отдельной транспортной авиаэскадрильи 8-го ВМФ. С марта 1950 года служил командиром корабля — инструктором учебного транспортного отряда смешанной эскадрильи Учебного центра Авиации ВМС по обучению слепой посадке, полётам ночью и в сложных метеоусловиях. С сентября 1952 года служил в 93-м Военно-морском авиационном училище лётчиков первоначального обучения ВМФ: инспектор-лётчик по технике пилотирования, с октября 1953 командир эскадрильи 1581-го учебного авиаполка при училище. В ноябре 1955 год в звании подполковника он был уволен в запас, позднее получил звание полковника запаса. 
Проживал в Ленинграде, более 25 лет проработал на Ленинградском авиационном предприятии гражданской авиации «Пулково»: диспетчер службы движения, секретарь партийного комитета предприятия, инженер по безопасности полётов, заместитель командира 205-го лётного авиаотряда, начальник аэропорта. Был членом Совета ветеранов авиации Балтийского флота. Умер 6 мая 1990 года, похоронен в посёлке Лебяжье Ломоносовского района Ленинградской области.

## Награды
- Медаль «Золотая Звезда» Героя Советского Союза (15.05.1946);
- орден Ленина (15.05.1946);
- четыре ордена Красного Знамени (19.09.1943, 10.04.1944, 7.08.1944, 13.10.1944);
- три ордена Отечественной войны 1-й степени (12.04.1945, 19.07.1945, 11.03.1985);
- орден Красной Звезды (26.10.1955);
- медаль «За боевые заслуги» (15.11.1950);
- медаль «За оборону Ленинграда» (1943);
- медаль «За взятие Кёнигсберга» (1945);
- ряд других медалей.

## Память
- Бюст В. А. Горина установлен в Чкаловске[4].